# Encyclopaedia Metallum: The Metal Archives

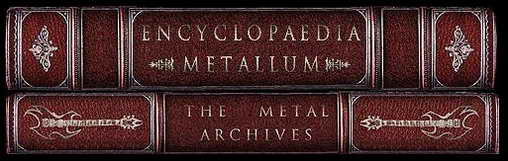

Encyclopaedia Metallum: The Metal Archives är en encyklopedi på Internet med inriktning på heavy metal. På Metal Archives (MA) webbplats har alla band varsin sida där det finns fakta om just det bandet såsom diskografi, historia, länkar och skivomdömen. På sajten finns över 100 000 band, 155 000 album, 42 000 skivomdömen och mer än 134 000 registrerade användare. Kravet för att ett band ska få vara med på sidan är, utöver att administratörerna anser att bandet är tillräckligt "metal", att de har släppt musik i fysisk form (alltså ej endast på Internet).